# Druivenkoers 2021
La Druivenkoers 2021, sessantunesima edizione della corsa, valevole come prova dell'UCI Europe Tour 2021 categoria 1.1, si è svolta il 26 agosto 2021 su un percorso di 192 km, con partenza ed arrivo ad Overijse, in Belgio. La vittoria è andata al belga Remco Evenepoel, che ha completato il percorso in 4h15'55" alla media di 45,015 km/h, precedendo il danese Mikkel Frølich Honoré ed il connazionale Aimé De Gendt.
Al traguardo di Overijse sono stati 92 i ciclisti, dei 148 alla partenza dalla medesima località, che hanno portato a termine la competizione.

## Squadre partecipanti
| N.      | Cod. | Squadra                   |
| ------- | ---- | ------------------------- |
| 1-7     | DQT  | Deceuninck-Quick Step     |
| 11-17   | IWG  | Intermarché-Wanty-Gobert  |
| 21-27   | LTS  | Lotto Soudal              |
| 31-36   | COF  | Cofidis                   |
| 41-47   | UAD  | UAE Team Emirates         |
| 51-57   | AFC  | Alpecin-Fenix             |
| 61-67   | BWB  | Bingoal Pauwels Sauces WB |
| 71-77   | SVB  | Sport Vlaanderen-Baloise  |
| 81-87   | BBK  | B&B Hotels                |
| 91-97   | ARK  | Team Arkéa-Samsic         |
| 101-107 | TNN  | Team Novo Nordisk         |

| N.      | Cod. | Squadra                    |
| ------- | ---- | -------------------------- |
| 111-117 | TEN  | TotalEnergies              |
| 121-127 | UXT  | Uno-X Pro Cycling Team     |
| 131-137 | THR  | Vini Zabù                  |
| 141-147 | TIS  | Tarteletto-Isorex          |
| 151-157 | BCY  | BEAT Cycling               |
| 161-167 | DHB  | Canyon dhb SunGod          |
| 171-177 | HBA  | Hagens Berman Axeon        |
| 181-187 | MET  | Metec-Solarwatt p/b Mantel |
| 191-197 | RIW  | Riwal Cycling Team         |
| 201-207 | SEG  | SEG Racing Academy         |
| 211-217 | TRI  | Trinity Racing             |

## Ordine d'arrivo (Top 10)
| Pos. | Corridore             | Squadra     | Tempo    |
| ---- | --------------------- | ----------- | -------- |
| 1    | Remco Evenepoel       | Deceuninck  | 4h15'55" |
| 2    | Mikkel Frølich Honoré | Deceuninck  | a 40"    |
| 3    | Aimé De Gendt         | Intermarché | a 53"    |
| 4    | Kasper Asgreen        | Deceuninck  | a 55"    |
| 5    | Bram Welten           | Arkéa       | s.t.     |
| 6    | Gianni Vermeersch     | Alpecin     | s.t.     |
| 7    | Biniam Girmay         | Intermarché | s.t.     |
| 8    | Laurenz Rex           | Bingoal     | s.t.     |
| 9    | Philippe Gilbert      | Lotto       | s.t.     |
| 10   | Marc Hirschi          | UAE         | s.t.     |